# 국가승계
국가승계(國家承繼, succession of states)는 한 국가의 영토에서 새로운 주권국이 생겼을 때 그 책임, 재산을 계승한다는 이론이다.

## 국가승계의 예
- 프랑스 제3공화국 →  프랑스 제4공화국
- 바이마르 공화국 →  독일 연방 공화국,  독일 민주 공화국 →  독일 연방 공화국
- 러시아 제국 →  소비에트 연방 →  러시아 연방
- 고려 →  조선 (→  대한제국 →  대한민국 임시정부 →)  대한민국
- 유고슬라비아 연방 공화국 →  세르비아 몬테네그로 →  세르비아 공화국

## 국가승계의 예외
- 민주 캄푸치아가  캄푸치아 인민공화국에 의해  캄보디아에 대한 주권을 일부 상실했으나, 유엔은 캄푸치아 인민 공화국의 국가승계를 인정하지 않았다.
- 유고슬라비아 사회주의 연방공화국의 잔존국인  유고슬라비아 연방공화국은 유고슬라비아 사회주의 연방공화국에 대해 국가승계를 요청했으나 구 연방국가들의 반대와 유엔 안전 보장 이사회가 유고슬라비아 연방 공화국이 유고슬라비아 사회주의 연방공화국의 활동을 이어받을 수 없다고 결의함에 따라 실패하였다. 이후  몬테네그로까지 유고슬라비아 연방 공화국에서 독립하면서 신 유고 연방에 잔류한  세르비아가 유고슬라비아 연방 공화국의 활동을 이어받았다.

## 논란 중인 경우
- 중화인민공화국와  유엔 대부분의 회원국은  중화민국에 대한 중화인민공화국의 국가승계를 인정하는 편이나, 중화민국과 여전히 수교한  바티칸 시국 및 일부 국가들은 중화인민공화국의 국가승계를 인정하지 않는다. 중화민국 정부가 아직 타이완에 존재하기 때문에 중화인민공화국의 국가승계가 적법한 지에 대해서는 논란이 있다. 대한민국의 경우, 중화인민공화국 중심의 하나의 중국에 따라 단교한 중화민국의 주권을 중화인민공화국의 주권에 속하는 것으로 여기면서도, 중화인민공화국이 중화민국을 승계한 나라로 분류하지는 않고 있다.

## 같이 보기
- 비교역사학
- 국제법
- 잔존국